# Joe Rantz

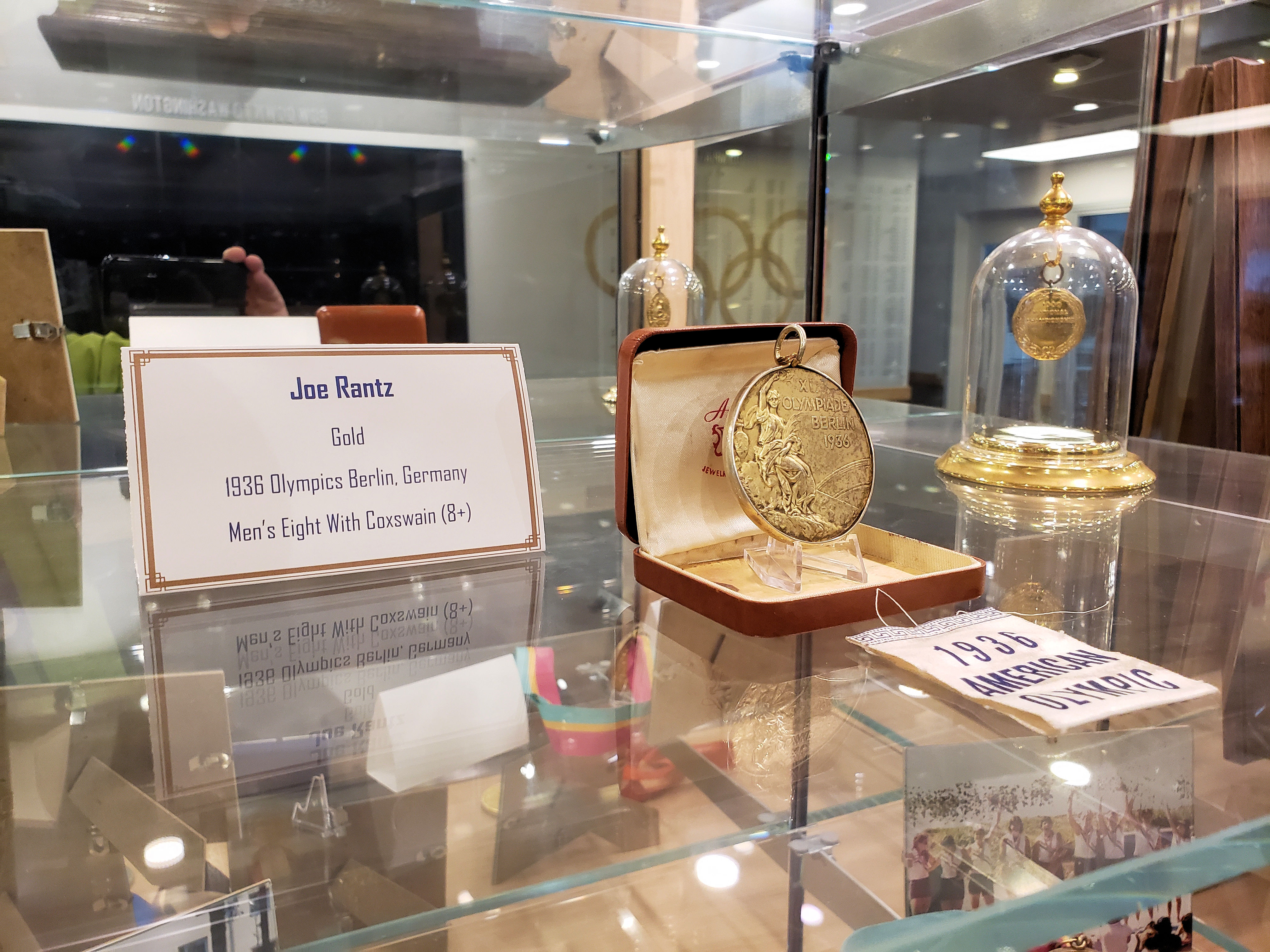
Medalha de ouro de Joe Rantz nos Jogos Olímpicos de Verão de Berlim de 1936, atualmente em exibição na Conibear Shellhouse, campus da Universidade de Washington, cortesia da família Rantz

Joseph Harry Rantz (31 de março de 1914 – 10 de setembro de 2007) foi um remador norte-americano que ganhou o ouro olímpico na categoria remo oito com masculino nos Jogos Olímpicos de Verão de 1936.

## Vida pregressa
Nascido em Spokane, Washington, Joe Rantz teve uma infância difícil em Boulder City, Idaho e, mais tarde, em Sequim, Washington. Sua mãe, Nellie Maxwell (1881–1918), morreu de câncer na garganta quando Rantz tinha quatro anos. Seu pai, Harry Rantz (1880–1966), casou-se novamente em 1921, mas Rantz não se relacionou bem com sua madrasta, Thula LaFollete (1897–1935), que lutou para criar Rantz e seus quatro filhos biológicos mais novos. A partir dos 15 anos, Rantz criou-se em uma casa inacabada, abandonado por seu pai e sua madrasta e concluiu o ensino médio. Ele foi admitido na Universidade de Washington.

## Remo e carreira posterior
Rantz remou na equipe sênior da Universidade de Washington, que ganhou títulos nacionais da Intercollegiate Rowing Association em 1936 e 1937, bem como os vitoriosos oito do segundo ano de 1935 e oito do primeiro ano de 1934. Rantz é o personagem central do livro de não ficção The Boys in the Boat, que narra suas lutas ao longo da vida em seus primeiros anos, culminando com sua conquista da medalha de ouro olímpica no sétimo assento da categoria oito com masculino em Berlim em 1936. O livro inspirou o documentário da PBS American Experience: The Boys of '36 e um longa-metragem (também chamado The Boys in the Boat) produzido e dirigido por George Clooney.
Rantz formou-se em engenharia química pela universidade e trabalhou para a Boeing por 35 anos após se aposentar do remo, contribuindo para a invenção de um espaço de trabalho livre de poeira conhecido como "sala segura". Ele morreu de insuficiência cardíaca congestiva em Redmond, aos 93 anos.